# Fernando Marçal
Fernando Marçal Oliveira (* 19. února 1989 São Paulo), známý jako Marçal, je brazilský profesionální fotbalista, hrající jako levý obránce za brazilský klub Botafogo FR.

## Klubová kariéra
Poté, co v Brazílii hrál za Grêmio a Guaratinguetá, zamířil Marçal do Portugalska. V roce 2010 podepsal smlouvu s Torreense, hrající portugalskou třetí nejvyšší soutěž. Před přestupem do Nacionalu v Primeira Lize nastoupil za klub 40krát. Poté, co odehrál více než 80 utkání v Nacionalu, jeho výkony přilákaly zájem portugalského šampióna z roku 2014/15, Benficu Lisabon, kde následně podepsal pětiletou smlouvu.
20. srpna 2015 odešel Marçal na hostování do tureckého Gaziantepsporu na jednu sezónu.
16. června 2017 podepsal smlouvu s francouzským klubem Olympique Lyon, kam přestoupil za 4,5 milionu eur po ukončení hostování v konkurenčním klubu Guingamp, kde v 31 vystoupeních v lize zaznamenal sedm asistencí.
6. září 2020 přestoupil Marçal do týmu anglické Premier League Wolverhamptonu Wanderers za poplatek 2 milionů eur v rámci dvouleté dohody. Marçal debutoval dne 14. září 2020 v zápase Premier League proti Sheffieldu United.

## Statistiky
K 15. lednu 2022
| Klub                    | Sezóna  | Liga                         | Liga   | Liga | Národní pohár | Národní pohár | Ligový pohár | Ligový pohár | Evropské poháry | Evropské poháry | Celkem | Celkem |
| Klub                    | Sezóna  | Liga                         | Zápasy | Góly | Zápasy        | Góly          | Zápasy       | Góly         | Zápasy          | Góly            | Zápasy | Góly   |
| ----------------------- | ------- | ---------------------------- | ------ | ---- | ------------- | ------------- | ------------ | ------------ | --------------- | --------------- | ------ | ------ |
| Guaratinguetá           | 2010    | Campeonato Paulista Série A2 | 3      | 0    | 0             | 0             | —            | —            | —               | —               | 3      | 0      |
| Torreense               | 2010/11 | Segunda Divisão              | 28     | 2    | 2             | 0             | 0            | 0            | —               | —               | 30     | 2      |
| Torreense               | 2011/12 | Segunda Divisão              | 12     | 1    | 2             | 0             | 0            | 0            | —               | —               | 14     | 1      |
| Torreense               | Celkem  | Celkem                       | 40     | 3    | 4             | 0             | 0            | 0            | —               | —               | 44     | 3      |
| Nacional                | 2011/12 | Primeira Liga                | 14     | 0    | 1             | 0             | 0            | 0            | —               | —               | 15     | 0      |
| Nacional                | 2012/13 | Primeira Liga                | 27     | 0    | 1             | 0             | 1            | 0            | —               | —               | 29     | 0      |
| Nacional                | 2013/14 | Primeira Liga                | 27     | 2    | 0             | 0             | 1            | 0            | —               | —               | 28     | 2      |
| Nacional                | 2014/15 | Primeira Liga                | 29     | 0    | 5             | 0             | 1            | 0            | 2               | 0               | 37     | 0      |
| Nacional                | Celkem  | Celkem                       | 97     | 2    | 7             | 0             | 3            | 0            | 2               | 0               | 109    | 2      |
| Benfica                 | 2015/16 | Primeira Liga                | 0      | 0    | 0             | 0             | 0            | 0            | 0               | 0               | 0      | 0      |
| Benfica                 | 2016/17 | Primeira Liga                | 0      | 0    | 0             | 0             | 0            | 0            | 0               | 0               | 0      | 0      |
| Benfica                 | Celkem  | Celkem                       | 0      | 0    | 0             | 0             | 0            | 0            | 0               | 0               | 0      | 0      |
| Gaziantepspor (host.)   | 2015/16 | Süper Lig                    | 21     | 0    | 2             | 1             | 0            | 0            | —               | —               | 23     | 1      |
| Guingamp (host.)        | 2016/17 | Ligue 1                      | 31     | 0    | 4             | 0             | 0            | 0            | —               | —               | 35     | 0      |
| Lyon                    | 2017/18 | Ligue 1                      | 18     | 0    | 4             | 0             | 0            | 0            | 6               | 0               | 28     | 0      |
| Lyon                    | 2018/19 | Ligue 1                      | 12     | 0    | 4             | 0             | 2            | 0            | 3               | 0               | 21     | 0      |
| Lyon                    | 2019/20 | Ligue 1                      | 11     | 0    | 5             | 0             | 2            | 0            | 7               | 0               | 25     | 0      |
| Lyon                    | 2020/21 | Ligue 1                      | 1      | 0    | 0             | 0             | 0            | 0            | 0               | 0               | 1      | 0      |
| Lyon                    | Celkem  | Celkem                       | 42     | 0    | 13            | 0             | 4            | 0            | 16              | 0               | 75     | 0      |
| Wolverhampton Wanderers | 2020/21 | Premier League               | 13     | 0    | 0             | 0             | 0            | 0            | —               | —               | 13     | 0      |
| Wolverhampton Wanderers | 2021/22 | Premier League               | 11     | 0    | 1             | 0             | 0            | 0            | —               | —               | 12     | 0      |
| Wolverhampton Wanderers | Celkem  | Celkem                       | 24     | 0    | 1             | 0             | 0            | 0            | —               | —               | 25     | 0      |
| Celkem                  | Celkem  | Celkem                       | 258    | 5    | 25            | 1             | 7            | 0            | 18              | 0               | 307    | 6      |

1. 1 2  Zápasy v Evropské lize UEFA
2. 1 2  Zápasy v Lize mistrů UEFA

## Ocenění
Benfica
- Portugalský superpohár: 2016